# جون (الشوف)
جون هي إحدى القرى اللبنانية من قرى قضاء الشوف في محافظة جبل لبنان.